# Ізбук
Ізбук (рум. Izbuc) — село у повіті Біхор в Румунії. Входить до складу комуни Керпінет.
Село розташоване на відстані 360 км на північний захід від Бухареста, 81 км на південний схід від Ораді, 94 км на південний захід від Клуж-Напоки, 121 км на північний схід від Тімішоари.

## Населення
За даними перепису населення 2002 року у селі проживала 621 особа, з них 618 осіб (99,5%) румунів. Рідною мовою 618 осіб (99,5%) назвали румунську.